# Massacre de Burayu
Massacre de Burayu (amárico:  የቡራዩ ጭፍጨፋ) foi uma série de distúrbios civis ocorridos nas proximidades da cidade etíope de Burayu, na região de Oromia, de 14 a 16 de setembro de 2018. As vítimas foram principalmente membros de grupos étnicos minoritários do sudoeste da Etiópia principalmente os dorzes, mas também gamos, wolayitas, gurages e silt'es. Os agressores eram jovens da etnia oromo.

## Antecedentes
Desde 2016, a Etiópia foi tomada por repetidas ondas de distúrbios e protestos contra a coalizão política Frente Democrática Revolucionária do Povo Etíope, apesar da vitória desta última nas eleições gerais de 2015 (nas quais ela e seus aliados conquistaram todos os assentos na câmara baixa do parlamento), que não foram consideradas credíveis pelos observadores internacionais.  Esses protestos demonstraram um grau considerável de solidariedade inter-étnica. 
O primeiro-ministro Hailemariam Dessalegn renunciou em fevereiro de 2018 e foi substituído por Abiy Ahmed, que havia sido vice-presidente da região de Oromia. Abiy rapidamente prometeu implementar uma série abrangente de reformas políticas e econômicas e encerrou o estado de emergência que estava em vigor desde meados de fevereiro. Como parte dessa abertura política, os presos políticos foram perdoados e movimentos de oposição foram autorizados a retomar suas atividades no país, incluindo a Frente de Libertação Oromo (FLO), um movimento separatista e etno-nacionalista. 

### Comício da Frente de Libertação Oromo
Os líderes de uma facção da Frente de Libertação Oromo liderada por Dawud Ibsa, juntamente com 1.500 combatentes, retornaram formalmente à Etiópia em setembro de 2018 e foram recebidos por milhões de manifestantes em um grande comício na Praça Meskel, no centro de Adis Abeba, em 15 de setembro.   A sua presença foi recebida com confrontos de residentes da cidade, que em particular se opuseram aos apoiantes da Frente de Libertação Oromo que retiraram a bandeira da Etiópia e substituíram-na pela bandeira do movimento separatista e pintando os espaços públicos com as "cores da Frente de Libertação Oromo". As "brigas" que antecederam a manifestação deixaram pelo menos uma pessoa morta em Addis Abeba.

### Burayu
A cidade de Burayu está localizada na Zona Especial Oromia-Finfinne na Região de Oromia, diretamente adjacente à capital nacional, Addis Ababa. Com o crescimento da cidade nas últimas décadas e a expansão urbana, a cidade enfrentou consideráveis pressões econômicas e demográficas; sua população saltou de cerca de 10.000 em 1994 para cerca de 150.000 duas décadas depois, à medida que pessoas, incluindo muitas da Região das Nações, Nacionalidades e Povos do Sul, migraram da zona rural à procura de emprego, e os residentes de Addis Abeba deslocaram em busca de moradias mais baratas. Em 2012, mais da metade das residências eram informais, já que as autoridades de Burayu não conseguiram atender à demanda.  Como resultado, os recém-chegados foram colocados em tensão com os oromos autóctones; a disputa por terras e transferências de propriedade coercitivas foi um fator importante que contribuiu para os protestos de 2016.

## Eventos
Os confrontos em Burayu começaram na noite de quinta-feira, 13 de setembro, e continuaram esporadicamente no dia seguinte, antes de se transformarem em um "ataque em grande escala" no sábado, 15 de setembro.  Os acontecimentos do fim de semana foram caracterizados como "assaltos organizados", uma vez que "multidões de jovens oromo étnicos marcharam", saquearam e incendiaram residências e estabelecimentos comerciais pertencentes a minorias étnicas.
A polícia regional foi considerada amplamente indiferente aos eventos à medida que decorriam; o comissário da polícia regional Alemayehu Ejigu descreveu as turbas como "bandidos organizados cujo interesse é saquear", mas disse que a polícia não conseguiu responder "devido à topografia da região onde o ataque ocorreu".  Apenas na área de Burayu, as autoridades relataram que 23 pessoas foram mortas, mais de 500 ficaram feridas e mais de 15.000 foram deslocadas (fontes de notícias locais relataram exatamente 1.5086 pessoas).  A polícia de Addis Abeba afirmou na segunda-feira seguinte que catorze pessoas foram mortas no distrito de Kolfe, cinco em Addis Ketema, uma em Arada, três em Lafto e cinco em Kirkos. 

## Resultado
Em 17 de setembro, milhares de pessoas marcharam em Addis Abeba condenando os assassinatos e a suposta inércia policial, cinco pessoas foram mortas a tiros no que a Amnistia Internacional descreveu como uma "dispersão violenta".  Em Arba Minch, os protestos condenatórios quase se tornaram violentos quando jovens furiosos tentaram organizar represálias contra os estabelecimentos comerciais de propriedade dos oromos, antes que os anciãos interviessem e conseguissem acalmar a multidão. 
Os ataques foram condenados em todo o sistema político etíope. Desde o primeiro-ministro Abiy Ahmed até os líderes dos partidos de oposição, incluindo do Congresso Federalista Oromo, da Frente Democrática Oromo, da Unidade Oromo para a Liberdade, da Frente Unidade Oromo, do Partido Azul e do Movimento Patriótico Ginbot 7 pela Unidade e Democracia que emitiram uma declaração condenando o massacre após uma reunião de dois dias. 
Pelo menos 1.200 pessoas foram detidas por Addis Abeba pela polícia federal após os ataques, embora o The New York Times tenha informado que a maioria delas foram presas em conexão com "pequenos delitos" não relacionados em buscas em bares e clubes e outros pontos de encontro em Adis Abeba.  A Amnistia Internacional afirmou que muitos dos detidos participaram de facto nos protestos contra a violência étnica e exigiram a sua libertação imediata.  Negeri Lencho, porta-voz do governo regional de Oromia, disse que os policiais que participaram dos ataques foram presos.